# Wojsiłkowate
Wojsiłkowate (Panorpidae) – rodzina drapieżnych owadów z rzędu wojsiłek (Mecoptera) obejmująca około 420 współcześnie żyjących gatunków o zasięgu holarktycznym. Są szeroko rozprzestrzenione w Europie, Azji i Ameryce Północnej. W Europie występuje 16, a w Polsce 6 gatunków – ich rozmieszczenie w kraju jest słabo poznane. Przykładowym przedstawicielem jest wojsiłka pospolita (Panorpa communis).
Typem nomenklatorycznym rodziny jest rodzaj Panorpa.
Długość przednich skrzydeł wynosi 10–20 mm. Ubarwienie od jasnobrązowego do czarnego. Głowa jest zakończona charakterystycznie wydłużonym ryjkiem (rostrum) skierowanym ku dołowi. Występują 3 przyoczka. Czułki są złożone z 32–35 członów. Na skrzydłach często występują ciemne plamy. Końcowe segmenty odwłoka są zagięte ku górze, jak u skorpionów. Ostatni segment odwłoka samców jest zakończony parą mocnych, jednoczłonowych cęgów.
Wojsiłkowate latają słabo, nieporadnie i na krótkich dystansach. Imagines są spotykane od maja do września. Preferują środowiska wilgotne i zacienione. 
Wyróżniane rodzaje:
- Leptopanorpa
- Neopanorpa
- Panorpa
- Sinopanorpa

Wyróżniany przez część systematyków rodzaj Aulops jest przez innych klasyfikowany w randze podrodzaju w obrębie rodzaju Panorpa.